# Joseph Coulter
Joseph William Coulter foi um sacerdote anglicano, arquidiácono de Wilts até 1951.
Nasceu em 1867 e foi educado no Trinity College, em Dublin. Ele foi ordenado em 1897 e começou a sua carreira como curato em Ferns e Swanage. Ele também desempenhou funções clericais em Langton Matravers, Bridport e Calne.
Ele morreu em 10 de abril de 1956.